# Dimerota
Dimerota é um gênero de traça pertencente à família Arctiidae.